# Соломия Крушелницка
Соломия Амвросийвна Крушелницка (на украински: Соломі́я Амвро́сіївна Крушельни́цька) е една от най-големите оперни сопрани от първата половина на XX век.

## Живот и кариера
Крушелницка е родена на 23 септември 1872 г. в село Билявинци, Бучацки район, Тернополска област, югозападно от Тернопол, тогава в Австро-Унгария, днес в Украйна, в семейството на украински свещеник от западноукраинското духовенство с аристократично потекло (украинска шляхта).  Семейството ѝ сменя местожителството си няколкократно преди да се засели в село Била, северно от Тернопол. По време на детството си тя научава голям брой фолклорни песни от съселяните на различните места, където живее. 
През 1891 г. тя започва да следва в Лвовската консерватория, която завършва с отличие през 1893 г. Още преди да завърши играе ролята на Леонора в операта „Фаворитка“ на Гаетано Доницети в Лвовската опера, за която получава позитивни критики.
По-малко от десет години след дебюта ѝ, името на Соломия Крушелницка гарантира триумфални успехи на най-добрите оперни сцени в Европа и Америка. През 1904 г. тя става легендарна спасителка на „Мадам Бътерфлай“ на Джакомо Пучини. Публиката освирква операта при премиерата ѝ в миланската „Ла Скала“, но три месеца по-късно, променена версия на творбата, която се играе в Бреша и в която Крушелницка пее в главната роля, постига голям успех.
Програмата ѝ по време на следването ѝ в Милано включва вокални уроци, уроци по актьорско майсторство, заучаване на нови роли и ежедневно шестчасово учене на нови езици. В свободното си време, тя посещава музеи, исторически забележителности, оперни и театрални постановки. Поддържа активна кореспонденция с приятели и познати, която съдържа информация за съдбата на родната ѝ Украйна, междукултурните проблеми и прочетените книги. Освен това, Крушелницка редовно участва в постановки на училището за музика и театрално майсторство Л'Армония (L'Armonia).
По време на турнета тя пее четири или пет пъти седмично. В състояние е да научи роля в нова опера за два дни и да развие характера на роля в още три или четири. Репертоарът ѝ достига 63 роли. В историята на музиката, Крушелницка е известна като активна популяризаторка на творбите на съвременни автори и на Рихард Вагнер. През 1902 г. печели сърцата на парижани с ролята си в операта Лоенгрин на Вагнер. През 1906 г. пленява публиката в миланската „Ла Скала“ с ролята си в „Саломе на Рихард Щраус с диригент Артуро Тосканини. Участва в постановки в Европа, Египет, Алжир, Аржентина, Бразилия, Чили и други.
През 1910 г. Крушелницка се омъжва за италианския адвокат Чезари Ричони. През 1920 г., на върха на кариерата си, напуска операта, а три години по-късно започва концертни турнета в Западна Европа, Канада и Съединените американски щати. Познанията ѝ по осем езици ѝ позволяват да включи в концертните си програми песни от много страни. Тя е ревностен популяризатор на украински фолклорни песни и творби на украински композитори.
През 1939 г., след смъртта на съпруга ѝ, Крушелницка напуска Италия и се завръща в Лвов, където прекарва остатъка от живота си, преди да почине през 1952 г. Няколко седмици по-късно съветски войски влизат в града в рамките на пакта Молотов-Рибентроп. Съветската администрация национализира къщата ѝ в Лвов. След Втората световна война Крушелницка започва да преподава в Лвовската консерватория. През 1951 г. получава званието „Заслужил деятел на изкуствата на Украинската съветска социалистическа република“, а през 1952 г. е повишена до професор в консерваторията. Бившите ѝ студенти и колеги си спомнят достойния и хуманен начин на преподаване.

## Наследство
Лвовският театър за опера и балет е наименуван на името на Крушелницка (от украински: Львівський Державний академічний театр опери та балету імені Соломії Крушельницької). Сградата, в която е родена, е превърната в музей през 1963 г. През 1966 г. е сниман документален филм за нея, а през 1983 г. е сниман филмът Завръщането на Бътерфлая (на украински: Повернення Баттерфляй) и е продуциран от киевското филмово студио „Довженко“. През 1991 г. започва международно състезание за оперни певци и певици в Лвов.

## Галерия
- Пощенска марка на Украйна с образа на Соломия Крушелницка от 1997 г.